# Romas Viesulas
Romas Viesulas (* 1918 in Lašai, Litauen; † 1986 in Rom) war ein amerikanischer Druckgraphiker und Professor für Druckgraphik an der Tyler School of Art der Temple University in Philadelphia.

## Leben
Romas Viesulas wurde 1918 im litauischen Lašai geboren. Er begann an lettischen und litauischen Universitäten zu studieren, bevor er 1944 vor der gegen Ende des Zweiten Weltkriegs vor der Roten Armee nach Westen floh. In der Emigration schloss er sein Kunststudium ab: Er studierte 1949 an der École des Arts et Métiers in Freiburg im Breisgau und in den Jahren 1949 und 1950 an der École Nationale Supérieure des Beaux Arts in Paris. 1951 siedelte Viesulas in die Vereinigten Staaten über und ließ sich in Philadelphia nieder.
Im Jahr 1956 wurde er im Rahmen der Gruppenausstellung Recent Drawings im Museum of Modern Art in New York City ausgestellt. 1958 erhielt er ein Guggenheim-Stipendium. In diesem Jahr schuf er in Paris auch die Lithographieserie mit dem Titel Dainos. Auch in der Folge wurde Viesulas weitere Unterstützung zuteil. So war er 1960 der erste Artist in Residence des Tamarind Lithography Workshops in Los Angeles. In diesem Jahr schuf er unter dem Titel Toro Desconocido ein lithographisches Mappenwerk. 1962 erhielt er dann ein Tiffany Fellowship und schuf die Lithographieserie Hew. Die Guggenheim-Stiftung förderte Viesulas mehrmals: So ermöglichte sie ihm 1964 einen Aufenthalt als Visiting Artist an der American Academy in Rome und ließ ihm auch 1969 ein weiteres Stipendium zukommen. 1964 schuf er die zweiteilige Serie von Druckgraphik, die den Titel Notes on Image and Sound trägt. Der erste Teil umfasste Lithographien, der zweite bestand aus Reliefdrucken ohne Tinte.
1966 wurden Werke Viesulas im Rahmen der Whitney Biennial of Contemporary American Art im Whitney Museum of American Art in New York City gezeigt. Im Folgejahr beteiligte er sich an der Gruppenausstellung Prints of Two Worlds im Philadelphia Museum of Art, wo er auch 1977 in der Ausstellung American Prints of the Twentieth Century zu sehen war. Im Jahr 1970 war er Artist in Residence des Pavillons der Vereinigten Staaten auf der 35. Biennale di Venezia und schuf die Litographieserie Overpass. Das Brooklyn Museum zeigte 1976 Druckgraphik von Viesulas im Rahmen der Ausstellung Thirty Years of American Printmaking. Im Jahr 1979 war er erneut Visiting Artist der American Academy in Rome und schuf mit Useless Things - R30 eine weitere Serie von Lithographien.
Romas Viesulas war zwischen 1961 und 1986 Professor für Druckgraphik an der Tyler School of Art der Temple University in Philadelphia und deren Dependance in Rom. Er setzte sich in dieser Rolle insbesondere auch für seine afroamerikanischen Studenten ein. So wandte sich etwa Allan L. Edmunds, der den Brandywine Workshop and Archives in Philadelphia gründete, erst unter Viesulas Einfluss der Graphik zu. John Dowell wurde aufgrund seiner Unterstützung der erste afroamerikanische Graphiker, der eine Residency und ein Zertifikat des bedeutenden Tamarind Lithography Workshops in Los Angeles erhielt und 1970 auch der erste schwarze Printmaker in Residence des amerikanischen Pavillons auf der Biennale in Venedig wurde. Aufgrund seiner eigenen Migrationsgeschichte sei er besonders aufgeschlossen gewesen für Studenten mit unterschiedlichen Hintergründen.
Im Jahr 1986 verstarb Viesulas in Rom an den Folgen eines Herzinfarkts.

## Werk
Nach seiner Ausbildung in Europa gliederte sich Viesulas in seinem amerikanischen Exil in die dortigen künstlerischen Strömungen der Druckgraphik ein, behielt jedoch seinen individuellen kreativen Ausdruck bei. Laut Algirdas Kurauskas zeichnete sich sein Schaffen durch die Suche nach malerischer Qualität im Medium der Druckgraphik aus. Deshalb arbeitete Viesulas am liebsten mit der Lithographie, wandte aber auch andere Techniken wie die Xylographie, Metallgravur und Radierung an. In der Phase seiner künstlerischen Orientierung nach Abschluss seines Studiums experimentierte er auf der Suche nach seinem eigenen Stil mit Inspirationen aus dem deutschen Expressionismus, dem französischen Fauvismus, Kubismus und wandte sich auch dem Abstrakten Expressionismus zu. Sein Frühwerk zeichnete sich durch einen Schwerpunkt auf dem Inhalt, die Betonung auf die Gestaltung und den literarischen Kommentar aus. Kurauskas bezeichnet diesen Stil Viesulas als figurativen Expressionismus. Im Rahmen seines ersten Guggenheim-Stipendiums im Jahr 1958 schuf Viesulas den Zyklus von Lithographien mit dem Titel Dainos, in dem er Elemente der Volkskunst mit stilistischen Aspekten des Abstrakten Expressionismus verband. Diese Serie, die litauische Volkslieder zum Thema hat, gilt als Hauptwerk von Viesulas früher Werkphase und innovative Auseinandersetzung mit der Folklore seines Geburtslandes. In den Blättern kommt der Konflikt zwischen figurativen und abstrakten Elementen bereits zum Ausdruck.
Die Arbeiten nach Dainos zeichnen sich durch eine weitere Entwicklung Richtung Abstraktion aus, ohne jedoch figurative Elemente komplett aufzugeben. In der Folge suchte Viesulas in seinen graphischen Serien unter anderem nach einer individuellen Kalligraphie und der spirituellen Essenz der Malerei. Dabei betonte er die innere formale Notwendigkeit gegenüber inhaltlichen Aspekten. Dennoch gab Viesulas figurative Elemente in seinen Graphiken nie vollkommen auf. In den späteren Werken distanzierte er sich von geometrischen Elementen und dekorativen Anspielungen und konzentrierte sich auf das Herausarbeiten eines spirituellen Ausdrucks aus den Qualitäten des Materials. Dafür fand er zum Beispiel in der Serie von Farblithographien mit dem Titel Toro desconocidos, für die er auf einer Reise nach Spanien inspiriert wurde, seinen Ausdruck.

## Rezeption
Viesulas wurde als bedeutender Exilkünstler rezipiert. So betonte Algirdas Kurauskas in dem amerikanischen, sich mit der litauischen Kultur befassenden Journal Lituanus, dass Viesulas zwar einen internationalen Stil pflege, der intellektuelle Inhalt seiner Werke aber seine Wurzeln in Litauen gehabt habe. Er wies dem Künstler zudem gemeinsam mit anderen Exilanten und Immigranten eine Rolle am Aufstieg der Nachkriegsmoderne in den Vereinigten Staaten zu. Im Jahr 2018, als sich Viesulas Geburt zum 100. Mal jährte, fanden in Philadelphia mehrere Veranstaltungen zu seinem Gedächtnis statt: So zeigten die Brandywine Workshop and Archives eine Ausstellung seiner innovativsten Werke und an der Temple University fand eine Diskussionsveranstaltung zum Einfluss von eingewanderten Künstlern auf die Kunstentwicklung in den Vereinigten Staaten statt, an der auch der litauische Botschafter Rolandas Krisciuna sowie Angehörige des Künstlers teilnahmen. Die litauische Botschaft in Washington, D.C. zeigte die Ausstellung Imprint of Independence. A Centenary Exhibit of Work by Romas Viesulas anlässlich seines 100. Geburtstages, der mit der Entstehung Litauens als moderne Nation zusammenfiel.
Werke von Romas Viesulas befinden sich in wichtigen amerikanischen Institution. Sie finden sich unter anderem im Art Institute of Chicago, Los Angeles County Museum of Art, Metropolitan Museum of Art, Museum of Modern Art, Seattle Art Museum, Smithsonian American Art Museum, Walker Art Center sowie in der National Gallery of Art und der Library of Congress in Washington, D.C. und der New York Public Library.
In Litauen gehören Werke von Viesulas zur Sammlung der Nationalgalerie Vilnius, die zum Verband des Litauischen Kunstmuseum gehört. Blätter von ihm waren auch Bestandteil der Sammlung des Kunsthistoriker Povilas Reklaitis, der sich auf Druckgraphik von litauischen Exilkünstler, zu denen neben Viesulas auch Künstler wie Pranas Gailius, Kazys Janulis, Vytautas Kazimieras Jonynas, Vytautas Kasiulis, Žibuntas Mikšys, Antanas Mončys, Viktoras Petravičius und Telesforas Valius gehörten. Reklaitis stiftete seine Sammlung dem Museum der Kunstakademie Vilnius, wo sie im Rahmen der Sonderausstellung Graphiken lituaischer Exilkünstler 1941-1969 präsentiert wurde.